# Barhanpur
Burhanpur (hindi बुढ़हानपुर) – miasto w środkowych Indiach, na Półwyspie Indyjskim, w górach Satpura, nad rzeką Tapti, w stanie Madhya Pradesh założone w 1388 roku.
- Liczba mieszkańców: 194 300 (stan na 2001 r.)

Burhanpur jest ważnym ośrodkiem przemysłowo-handlowym oraz rzemieślniczym. W tym mieście rozwinął się przemysł włókienniczy oraz spożywczy.